# Csaba dalla Zorza
Csaba dalla Zorza, all'anagrafe Csaba Alessia dalla Zorza (Milano, 5 settembre 1970), è un personaggio televisivo, conduttrice televisiva e scrittrice italiana.

## Biografia
Nata a Milano da madre toscana e padre veneziano. Il nome Csaba (nome ungherese maschile, la cui pronuncia corretta in Ungheria è [ˈʧɒbɒ], e pronunciato all'italiana /ˈksaba/) è scelto dal padre, convinto che avrebbe avuto un figlio maschio, ed è il nome di un ciclista ungherese da lui molto ammirato. 
Ha collaborazioni nel settore dell'editoria periodica femminile, dapprima con Arnoldo Mondadori Editore e con Edizioni Condé Nast. Nel corso degli anni novanta ha sviluppato un interesse per il cibo e la sua preparazione, che l'ha portata a diplomarsi come chef in cucina tradizionale francese presso la sede parigina della scuola di cucina Le Cordon Bleu nel 2003.
Nel 2003 ha fondato la casa editrice Luxury Books, marchio editoriale acquisito nel 2015 da Guido Tommasi Editore. Dal 2003 al 2013 è stata direttrice editoriale di Luxury Books e anche autrice.
Ha pubblicato il suo primo libro nel 2004, La mia cucina in città. Nel 2008 entra nel mondo televisivo con il programma In cucina con Csaba, realizzato per Sky. Tra il 2010 e il 2011 è protagonista della serie televisiva Il mondo di Csaba sul canale Alice. Nel 2012, sul canale televisivo Real Time, realizza la trasmissioni Merry Christmas con Csaba tratta dal libro Merry Christmas. Dal 2011 apre il blog Lezioni private sul sito di Vanity Fair, testata con la quale collabora per gli argomenti di cucina e lifestyle. Nel luglio 2013, sempre su Real Time, conduce la trasmissione Summer Cooking con Csaba, tratta dal suo libro Summer Holidays, mentre nel 2014 conduce il programma La classe di Csaba, prima serie sul web.
Dal 2016 diventa opinionista stabile nella trasmissione radiofonica Due come noi di Radio Monte Carlo e conduce la webserie Kitchen Stories per la rivista Elle nella rubrica Elle Decor, mentre nel 2017 viene scelta come giudice nel programma Cuochi e fiamme di LA7. Nel 2018 le viene affidata la conduzione di Honestly Good. Partecipa come opinionista a Selfie Food - Una foto, una ricetta, entrambi sulla rete televisiva LA7. Nel 2018 diviene conduttrice e giudice per il programma Cortesie per gli ospiti insieme a Roberto Valbuzzi e Diego Thomas, mentre nel 2019 è ospite, come giudice speciale, a Bake Off Italia ed è presentatrice di un nuovo programma Enjoy Good Food di Food Network.
Oltre alla casa editrice Luxury Books, da lei fondata nel 2003, è direttrice della rivista a circolazione controllata Good Living. Ha pubblicato numerosi libri che spaziano dalle ricette all'arte di ricevere, dai trucchi della cucina alla mise en place, grazie ai quali ottiene sei International Gourmand Award. Nel 2020 è la quarta giudice nell'ottava edizione di Bake Off Italia - Dolci in forno.
Da novembre 2021 a novembre 2024 è direttore del mensile Marie Claire Maison - Italia. 
A maggio 2025 è uscito il suo primo romanzo, "La governante": l'autrice ha affermato che avrebbe voluto essere da sempre una scrittrice ma poi la vita l'ha condotta per vie diverse prima di riuscire nel suo intento di scrivere un romanzo, dove ci sono anche riferimenti alla sua vita.

### Vita privata
È sposata con Lorenzo Rosso, chirurgo cardiotoracico e professore universitario, e ha due figli: Edoardo, nato nel 2005, e Ludovica, nata nel 2007.

## Programmi televisivi
- In cucina con Csaba (Sky Italia, 2008)
- Il mondo di Csaba (Alice, 2010-2011)
- Merry Christmas con Csaba (Real Time, 2012-2014)
- Summer Cooking con Csaba (Real Time, 2013)
- La Classe di Csaba (Real Time, 2014)
- Cuochi e fiamme (LA7, LA7d, 2017) giudice
- Honestly Good (LA7, 2018)
- Cortesie per gli ospiti (Real Time, dal 2018) giudice
- Enjoy Good Food (Food Network, 2019)
- Bake Off Italia - Dolci in forno (Real Time, 2020) giudice
- The Modern Cook - Con Csaba (Food Network, 2021)
- Cucina economica (Food Network, 2022)

## Programmi web
- La classe di Csaba (2014)

## Programmi radiofonici
- Due Come Noi, Radio Monte Carlo (dal 2016) - Opinionista ricorrente[22]

## Opere
- La mia cucina in città (2004)[23]
- Merry Christmas (2008)
- Country Chic (2009)
- Fashion Food Milano (2010)
- Summer Holidays (2011)
- Merry Christmas (nuova edizione) (2011)
- Celebrate in Venice[24][25] (2012)
- Csaba bon marché (2013)
- Tea Time (2014)
- Around Florence (2014)
- Cioccolato (2014)
- Good Food (2015)
- Honestly Good (2017)
- Buone Maniere (2018)
- Christmas baking (2019)
- The Modern Cook (2020)
- The Modern Baker (2021)
- Cucina Economica (2022)
- Alla Mia Tavola  (2023)